# Solonaima halos
Solonaima halos är en insektsart som beskrevs av Hoch och Francis Gard Howarth 1989. Solonaima halos ingår i släktet Solonaima och familjen kilstritar. Inga underarter finns listade i Catalogue of Life.